# Avant 1957 en astronautique
Cette page présente la chronologie des événements qui se sont produits avant l'année 1957 dans le domaine de l'astronautique, que ce soit dans le domaine technique que celui des idées, croyances et théories.

## Chronologie

### Jusqu'auXXesiècle
- vers 125 : le Syrien Lucien de Samosate écrivit en grec Une histoire vraie (Ἀληθῆ διηγήματα)[1],[2], un récit relatant le voyage d'Ulysse jusqu'à la Lune dans une panse de baleine[3], où il assiste à une guerre entre les Sélénites et les habitants du Soleil[4]. Lucien critiquait en fait la société de son époque.
- 1232[5] : premier usage documenté de fusées. Pendant la bataille de Kaifeng, les Chinois repoussèrent les Mongols à l'aide de « flèches de feu volantes »[6]. Les fusées utilisées à l'époque[7], bien que n'étant pas très destructrices par elles-mêmes, désorganisèrent l'armée adverse en provoquant la panique de ses chevaux.
- XIIIe siècle : le livre arabe Kitâb al-furussia wal munassab al-harbiya illustre l'utilisation de fusées lors de combats. Il se peut qu'elles aient été utilisées par les Arabes lors de la septième croisade, contre les troupes du roi Saint Louis[8] ; ces fusées comportait une charge utile explosive sous la forme d'un sac de poudre.
- 1648 : l'évêque anglais Francis Godwin écrivit le Voyage chimérique au monde de la Lune[9].
- 1649 : Savinien de Cyrano de Bergerac décrivit huit procédés utilisables pour voler jusqu'à la Lune, et quatre pour atteindre le Soleil. L'un de ces procédés consistait en plusieurs fusées à poudre allumées successivement[10], approche comparable aux fusées à étages modernes.
- 1865 : Jules Verne publie De la Terre à la Lune, trajet direct en 97 heures 20 minutes.
- XIXe siècle : les plus grands progrès de la fin du XIXe siècle à la Seconde Guerre mondiale sont dus à Constantin Tsiolkovski à qui l'on doit la découverte de la loi fondamentale du rapport de masse (impliquant le découpage en plusieurs étages des fusées), les calculs et dessins d'une chambre de combustion à refroidissement pour deux combustibles et autres intuitions. Constantin Tsiolkovski est à présent considéré comme un véritable visionnaire de l'astronautique.
- 1895, Constantin Tsiolkovski, reprenant le modèle de la tour Eiffel, imagine également une tour de 36 000 km de haut, qui permettrait d'amener par un ascenseur des charges en orbite[11]. Il est à ce titre considéré comme l'inventeur de l'ascenseur spatial.
- 1897, Constantin Tsiolkovski, fabrique et expérimente une petite soufflerie, la première en Russie.

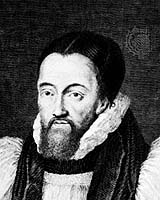
Francis Godwin
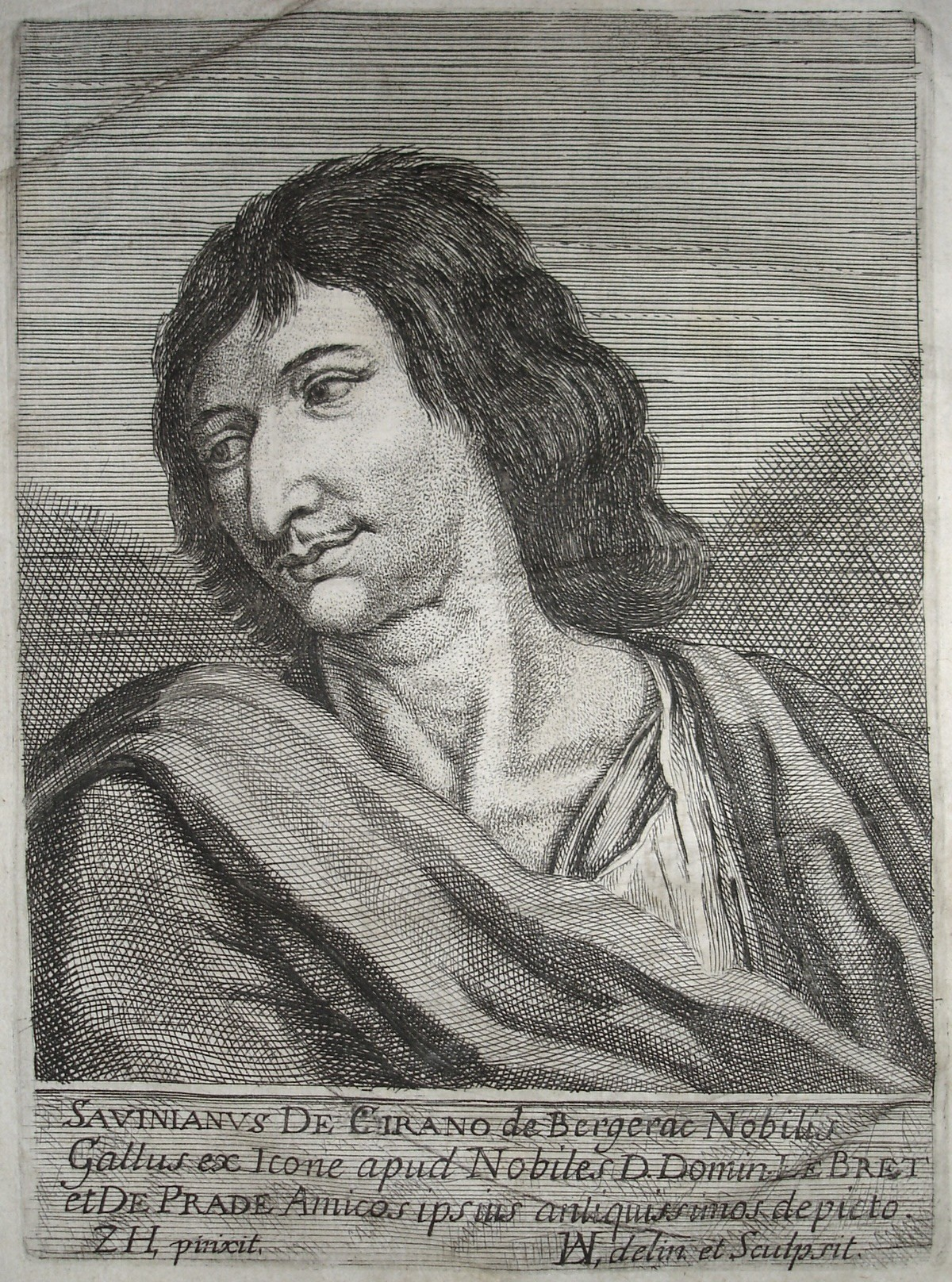
Portrait de Cyrano dessiné et gravé par un artiste non identifié d'après un tableau de Zacharie Heince.
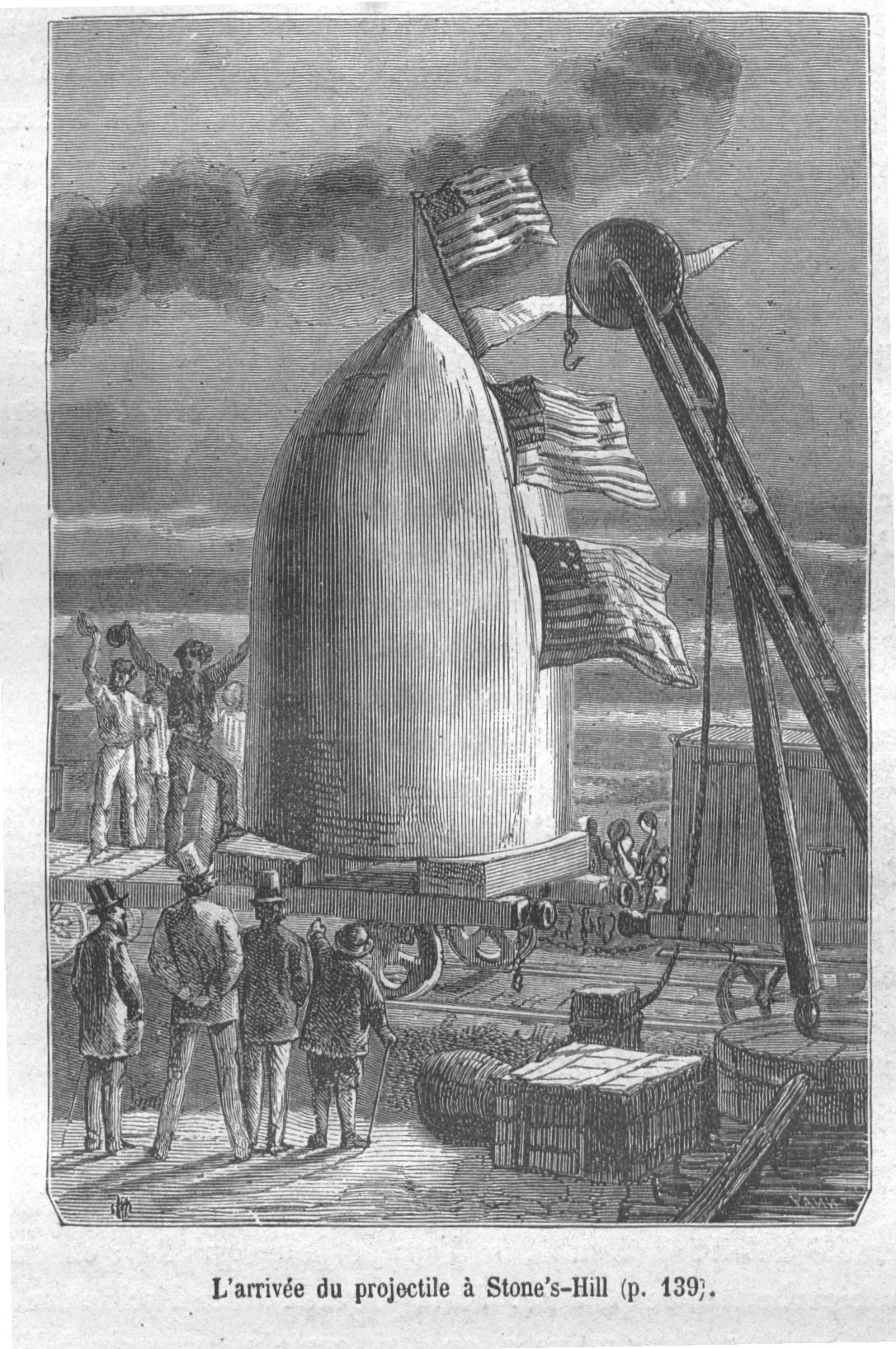
De la terre à la lune : arrivée du projectile
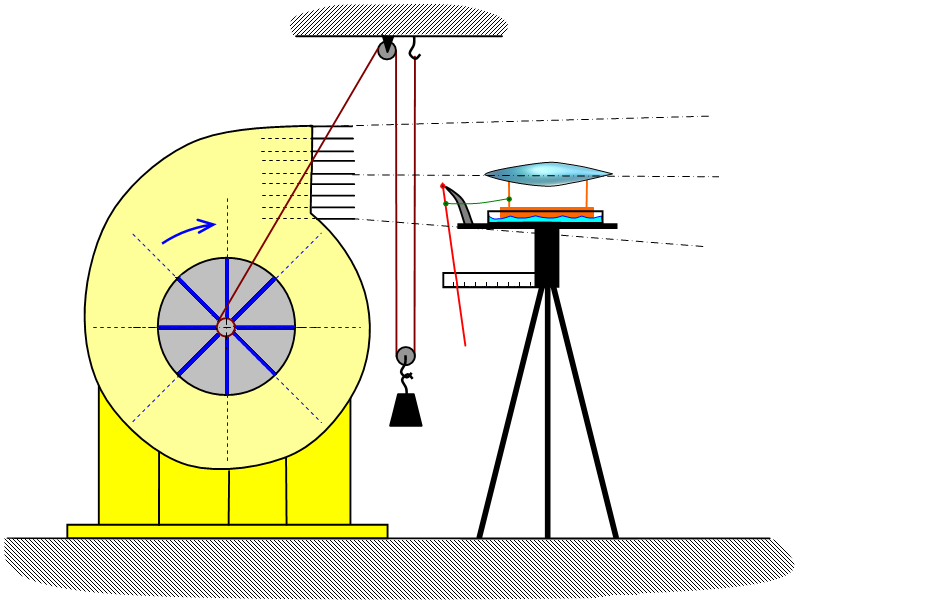
La soufflerie de Tsiolkovski

### 1901
- Publication du roman de H. G. Wells (The First Men in the Moon).
- 1er septembre : sortie du film Le Voyage dans la Lune écrit, produit et réalisé par Georges Méliès.

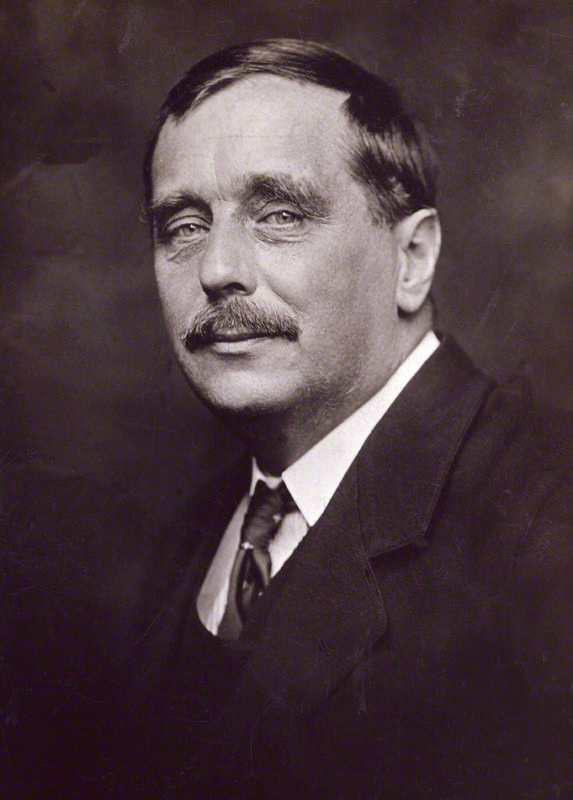
H. G. Wells photographié par George Charles Beresford en 1920.

### 1903
Dans son ouvrage théorique L'Exploration de l'espace cosmique par des engins à réaction, Constantin Tsiolkovski décrit une fusée à propergol liquide (hydrogène/oxygène) qui serait assez puissante pour se libérer de l'attraction terrestre et atteindre d'autres planètes. Il écrit la loi fondamentale du rapport de masse impliquant le découpage de la fusée en plusieurs étages.
Afin de faire comprendre le principe de la propusion à réaction, Constantin Tsiolkovski a proposé sa fameuse expérience "de la barque" : une personne se trouve démunie d'avirons dans une barque à l'écart de la rive. Il veut rejoindre cette rive. Il remarque que la barque est chargée d'une certaine quantité de pierres et a l'idée de lancer, une à une et le plus vivement possible, ces pierres dans la direction opposée à la rive. Effectivement, à la quantité de mouvement des pierres jetées dans un sens correspond une quantité de mouvement égale pour la barque dans l'autre sens.

Expérience de la barque de Tsiolkovski.

### 1918
- Nikolaï Rynine publie dans la revue Былое (« Le Passé ») un projet d'appareil propulsé par fusée réalisé par Nikolaï Ivanovitch Kibaltchitch[12].

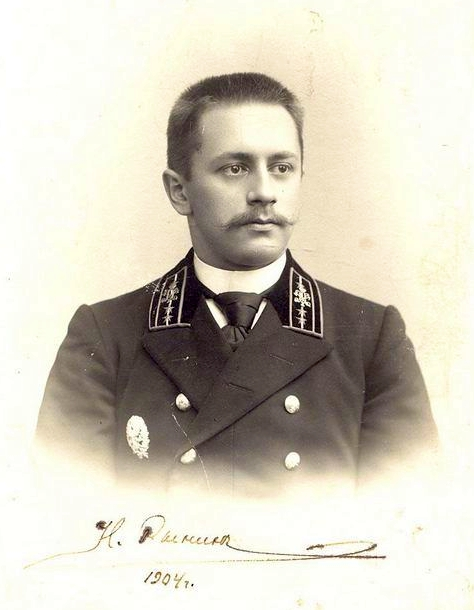
Nikolaï Rynine
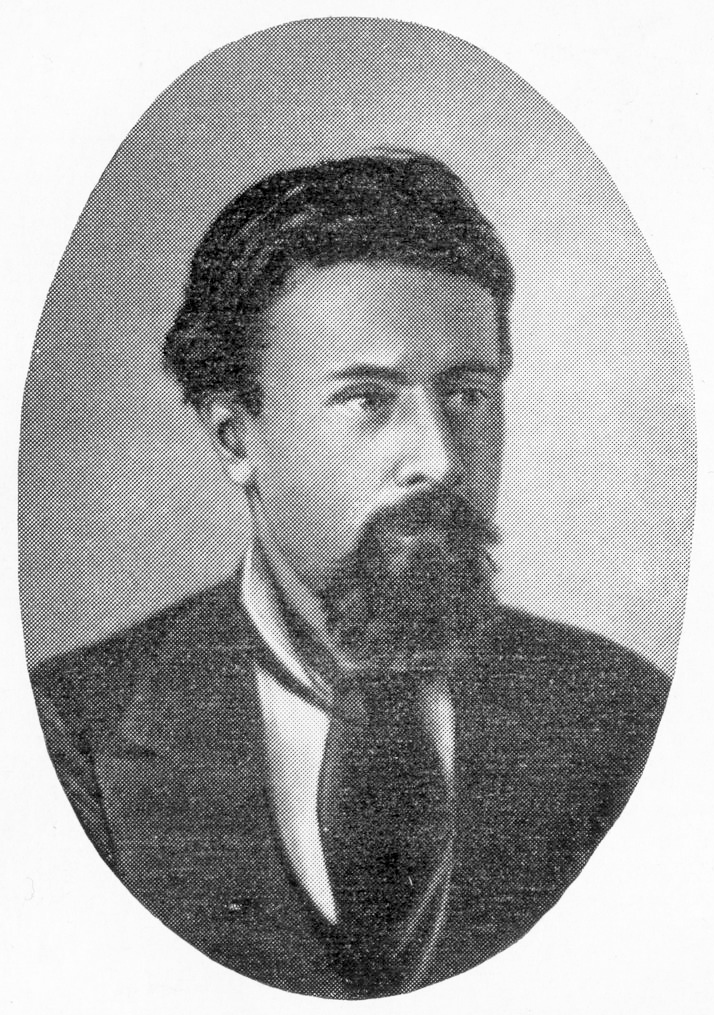
Nikolaï Ivanovitch Kibaltchitch.

### 1923
- 1er novembre : Robert Goddard fait fonctionner la première chambre à combustion à liquides au centre d'expériences de Worcester.

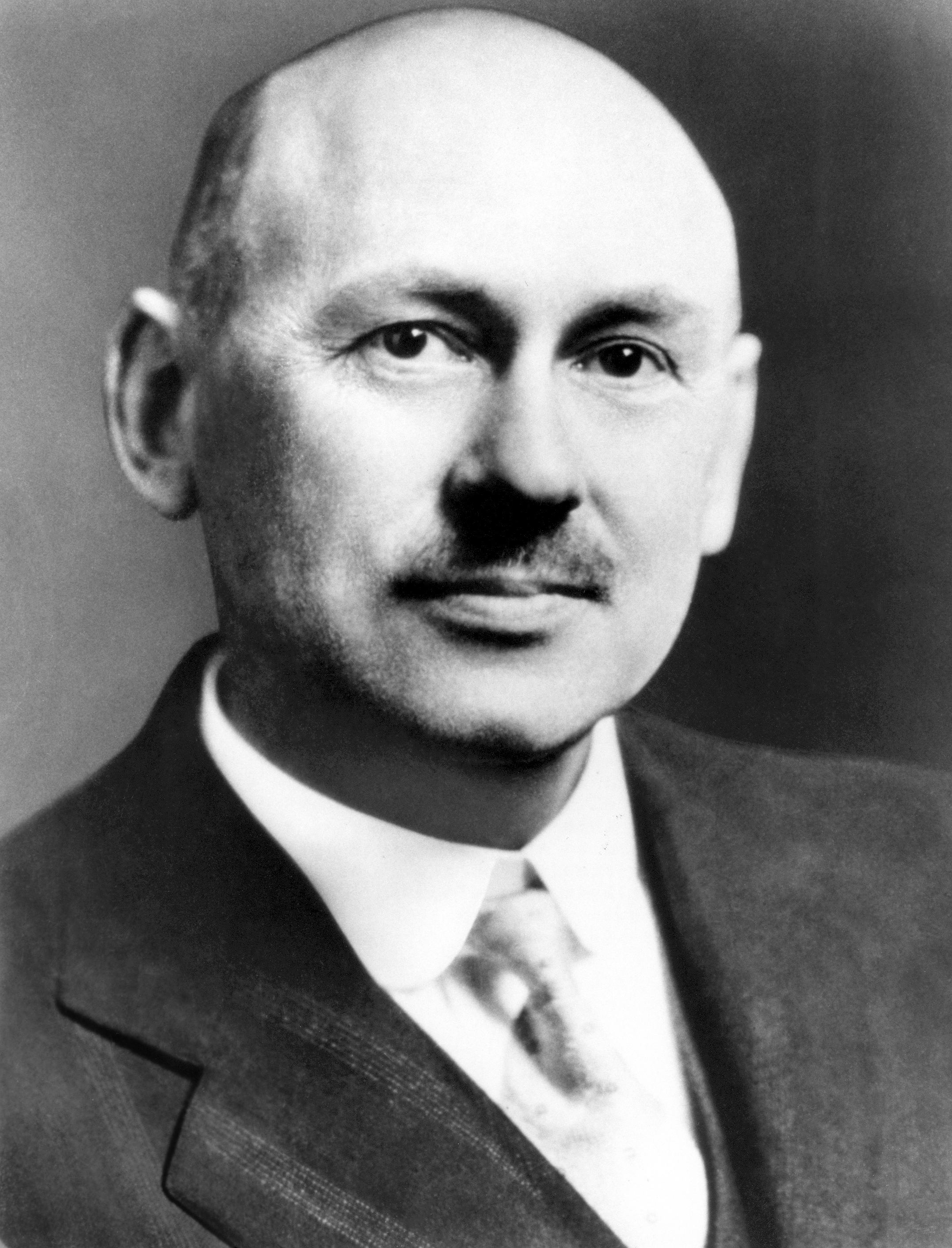
Robert Goddard.

### 1926
- 16 mars : la fusée à propulsion liquide Nell[13], de Robert Goddard, décolle pour un vol de 2,5 secondes et 13 mètres de haut[14], à Auburn, au Massachusetts. Après le lancement, un quotidien américain titra : « Une fusée lunaire manque sa cible de 384 400 km ! »[15]

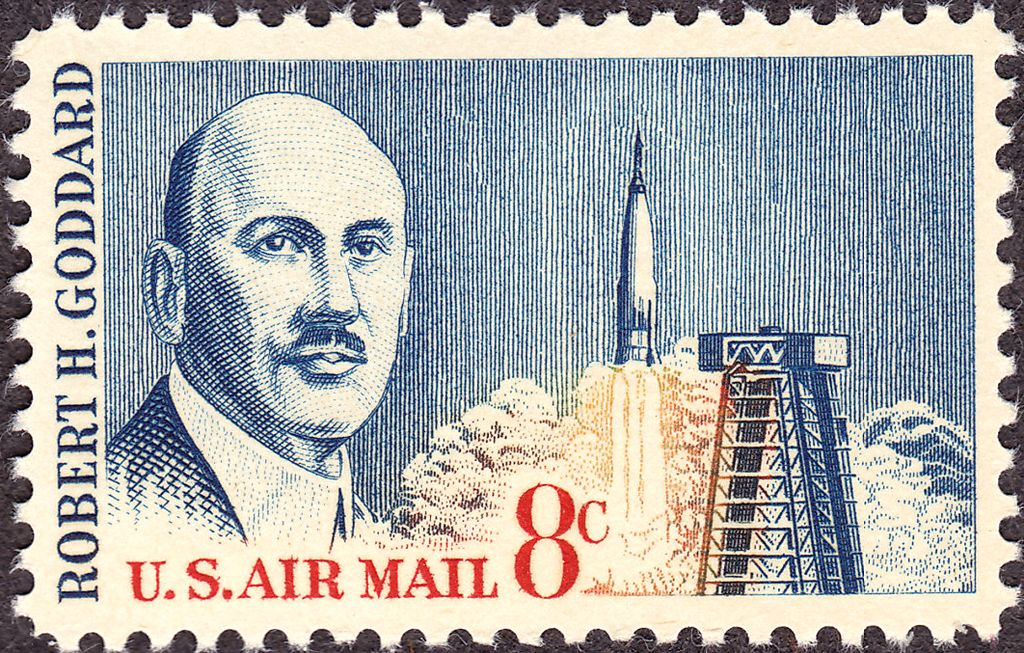
Goddard
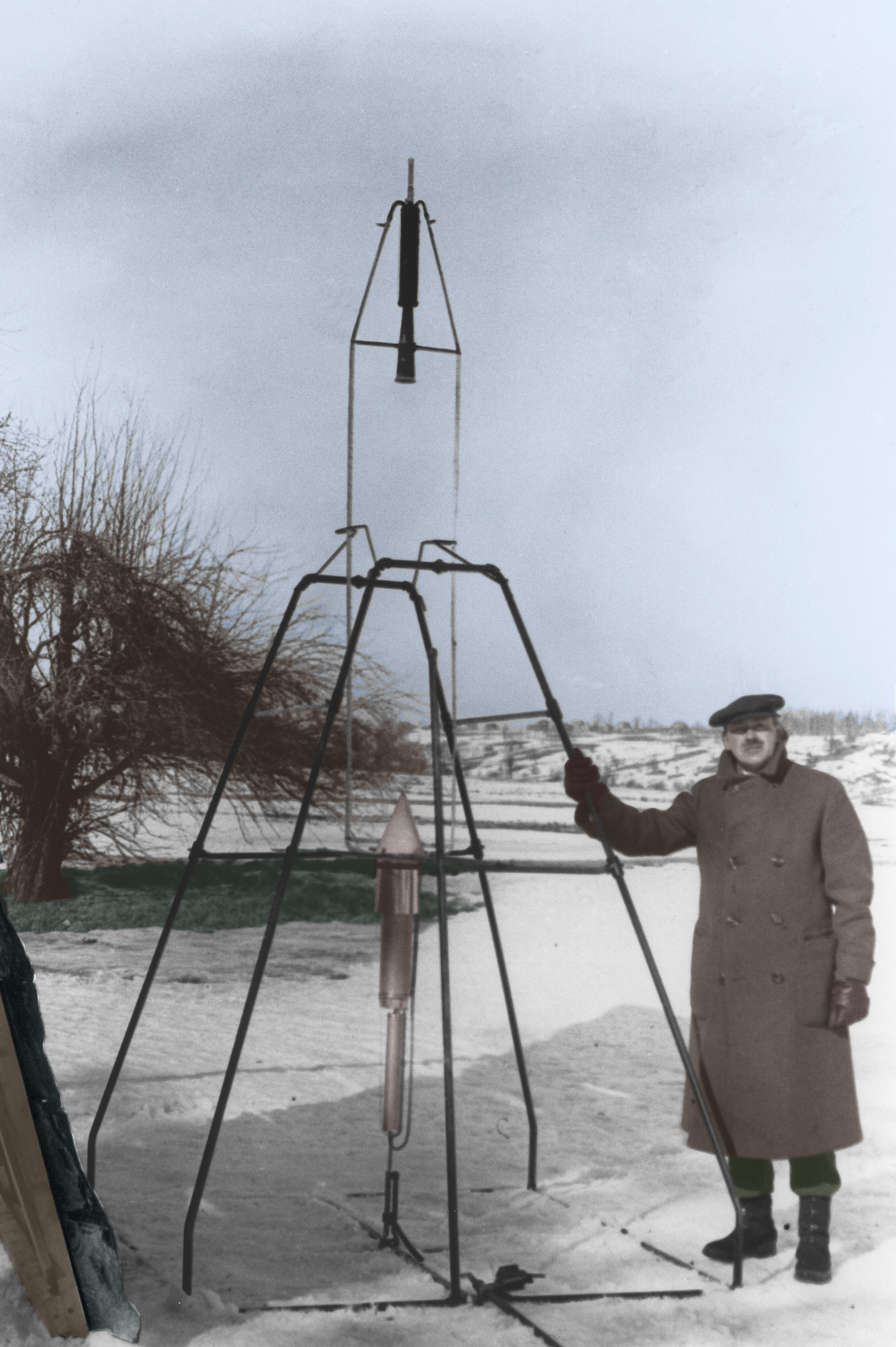
Goddard et sa première fusée (à traction avant), baptisée Nell.

### 1927
- 5 juillet : création à Breslau par Johannes Winkler de la Verein für Raumschiffahrt, Société pour la navigation dans l'espace, qui rassemblera entre autres Hermann Oberth, Wernher von Braun.

### 1928
- 11 juin : sur la colline Wasserkuppe (Allemagne), Fritz Stamer réalise le premier vol d'un planeur assisté par un moteur à réaction[16].

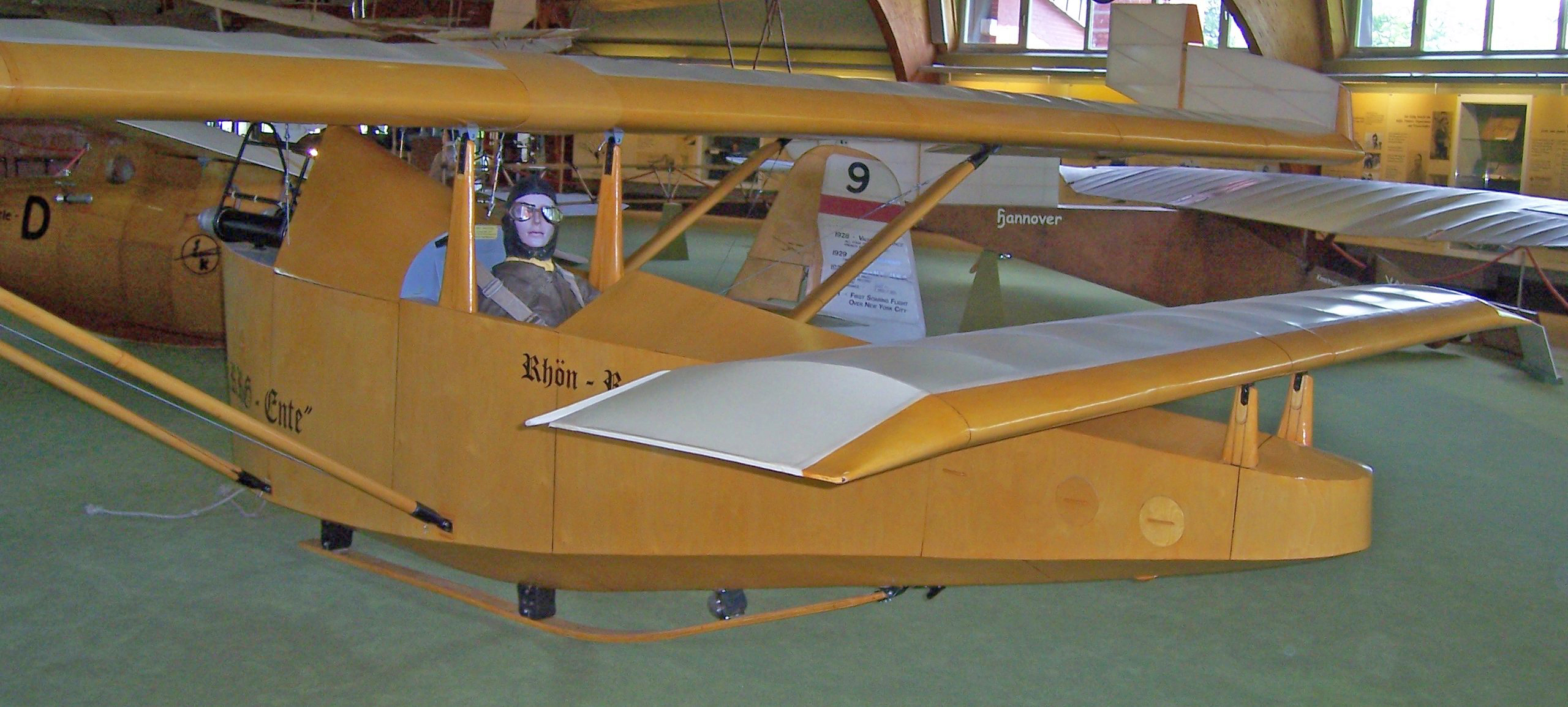
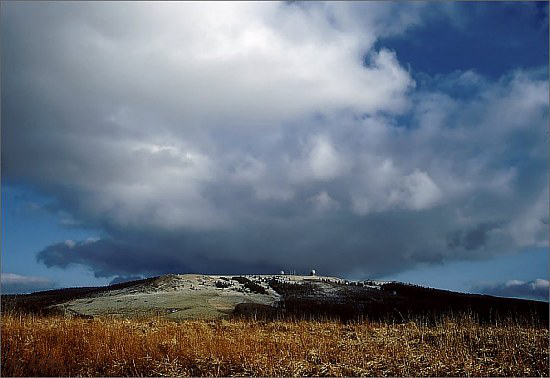
Le sommet du Wasserkuppe

### 1929
- Hermann Oberth fut conseiller scientifique sur le film Une femme dans la Lune de Fritz Lang et devait lancer une fusée pour la première du film, mais davantage théoricien que technicien, il échoua dans cette tentative.

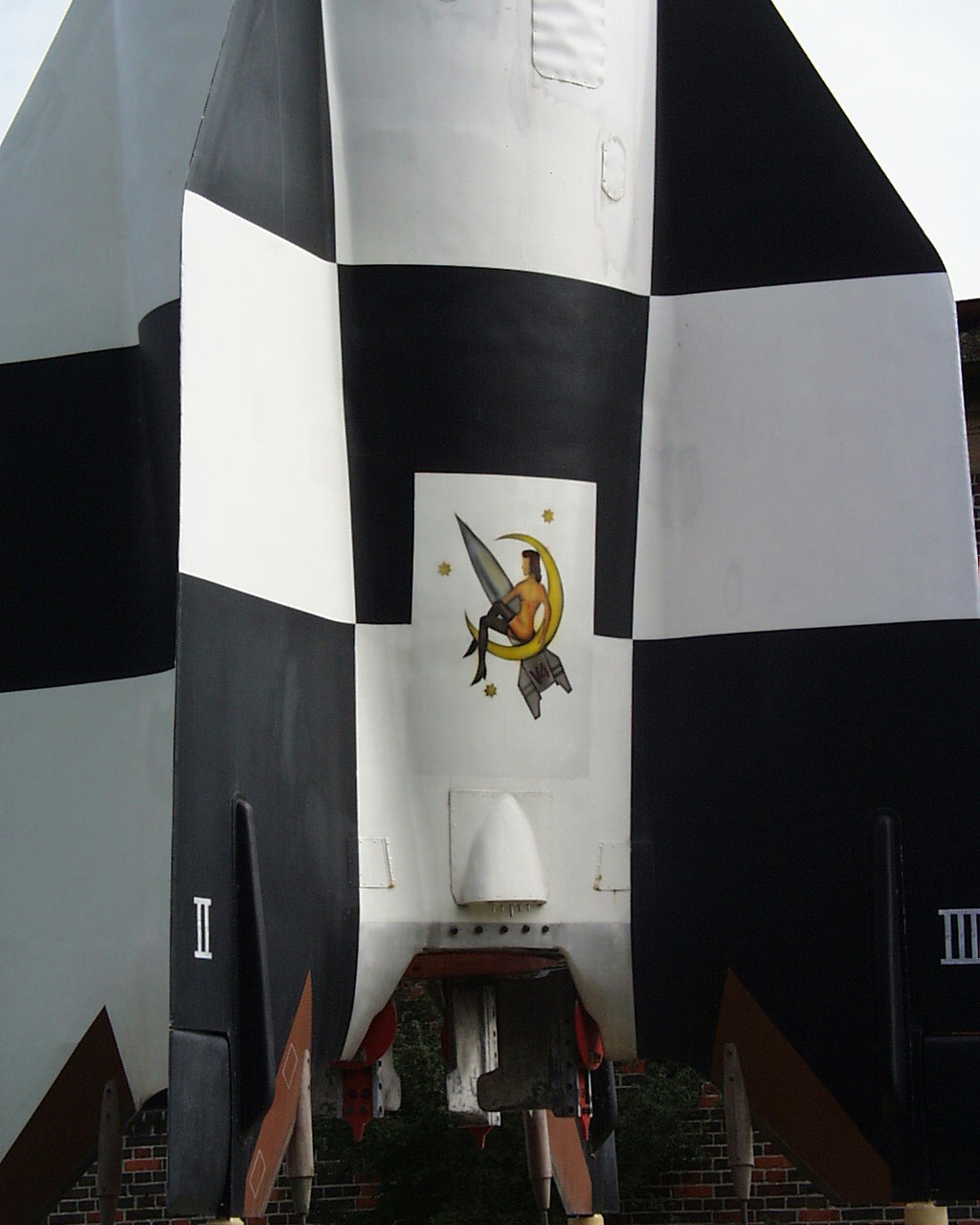
La fusée présentée au musée de Peenemünde comporte un dessin illustrant ce film.

### 1930
- 23 juillet : Hermann Oberth teste avec succès un des premiers moteurs à combustible liquide (oxygène liquide et gaz). L'armée roumaine le remarque et l'embauche pour des recherches.

### 1931
- Le GIRD (en russe : ГИРД) ou Grouppa Izoutcheniïa Reaktivnovo Dvijeniïa (en russe : Группа изучения реактивного движения) qui signifie « Groupe d'Étude de la Propulsion par Réaction », est formé à Moscou (MosGIRD) en janvier, et en novembre de la même année à Leningrad (LenGIRD)  sous l'égide de la principale association paramilitaire soviétique baptisée "Société pour la Promotion de la Défense et du Progrès Aérochimique" (OSOAIAKHIM).
- Le premier directeur du GIRD est Friedrich Tsander.
- Tests du premier moteur-fusée à ergols liquides, baptisé ORM-1, conçu et construit par Valentin Glouchko, considéré comme le premier ingénieur à avoir mis en pratique les théories élaborées par Tsiolkovski.
- Février : Winkler lance la première fusée à ergols liquides d'Europe.

### 1932
- Sergueï Korolev, le futur père de l'astronautique soviétique, prend la direction du GIRD.
- Mikhaïl Klavdievitch Tikhonravov rejoint le GIRD, dont il fut un des leaders. Son équipe construisit la fusée GIRD-09, propulsée à l'oxygène liquide et à l'essence gélifiée.
- Valentin Glouchko, qui concevra par la suite la majeure partie des moteurs propulsant les fusées de Korolev, est responsable d'une section du GIRD qui effectue des recherches méthodiques sur la propulsion à ergols liquides.
- 19 avril : la première fusée stabilisée par gyroscope et volets décolle (fabriquée par Robert Goddard).

### 1933
- Wernher von Braun conçoit la fusée A1 dans le cadre d’un programme de recherche de la Wehrmacht (l'armée de terre allemande) à Kummersdorf, dirigé par Walter Dornberger. La A-1 est la grand-mère de la plupart des fusées modernes[17].
- janvier :  Tsander commence le développement du missile GIRD-X qui est initialement propulsé avec un propergol métallique remplacé après différents essais par le moteur du projet 10 dont le premier tir sur banc d'essais a lieu en mars 1933. Ce moteur brule de l'oxygène liquide et du kérosène : c'est un des premiers moteurs-fusées refroidi par de l'oxygène liquide circulant dans une double paroi entourant la chambre de combustion avant de pénétrer dans celle-ci.
- 17 août : premier lancement par les Soviétiques d'une fusée à carburant liquide, la GIRD-09. C'est un succès.

### 1934
- Wernher von Braun lance de l'île de Borkum, en mer du Nord, deux exemplaires (Max et Moritz) de la fusée A2 (Aggregat 2) dont le moteur développe une tonne de poussée. Elles atteignent l'altitude de 2 200 mètres[18].
- Publication de Une fusée dans la stratosphère, ouvrage de Sergueï Pavlovitch Korolev.
- 19 et 20 décembre : lancement avec succès des fusées A2 (surnommées 'Max' et 'Moritz') à Borkum[19]

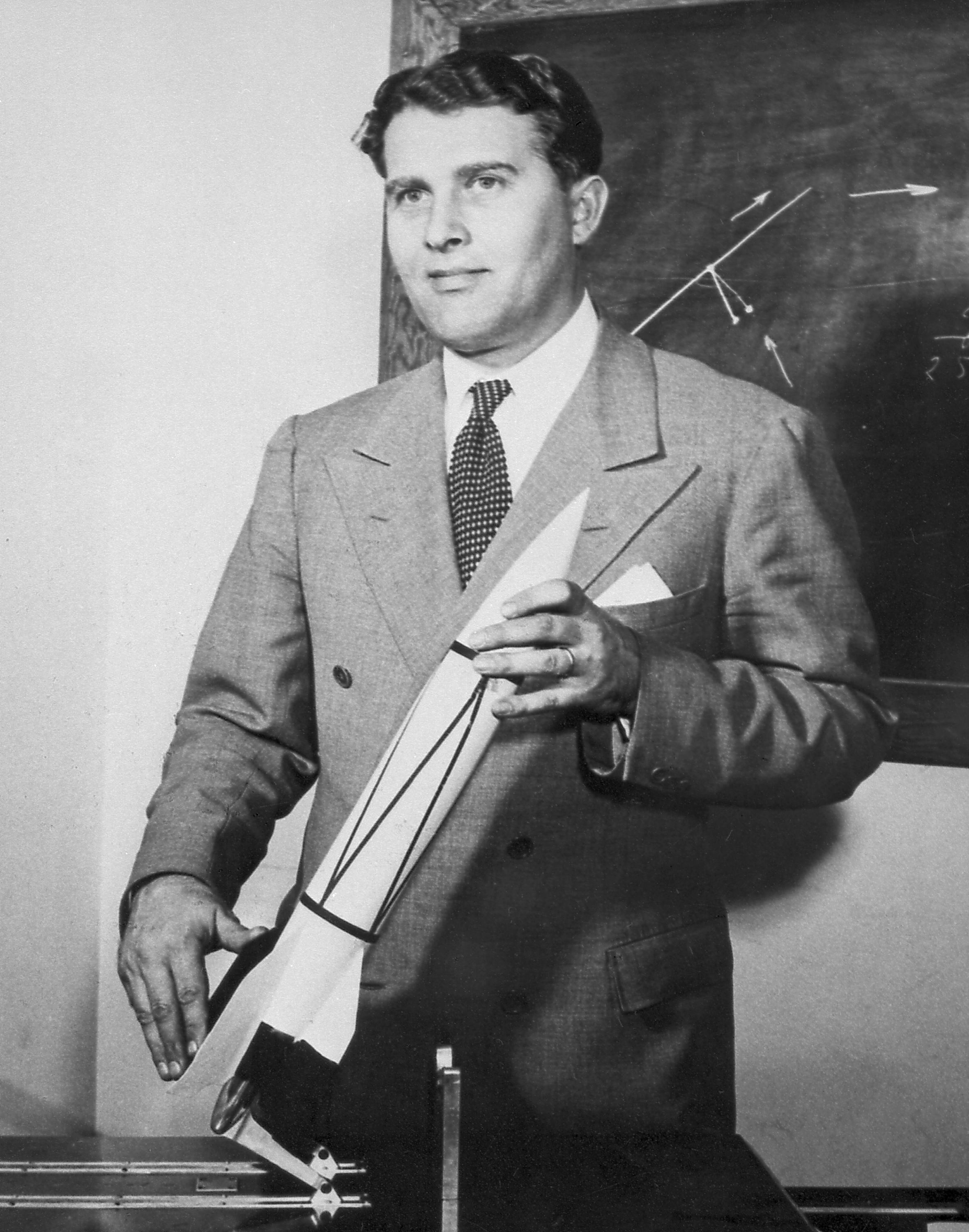
Le jeune Wernher von Braun portant une maquette d'un missile V2
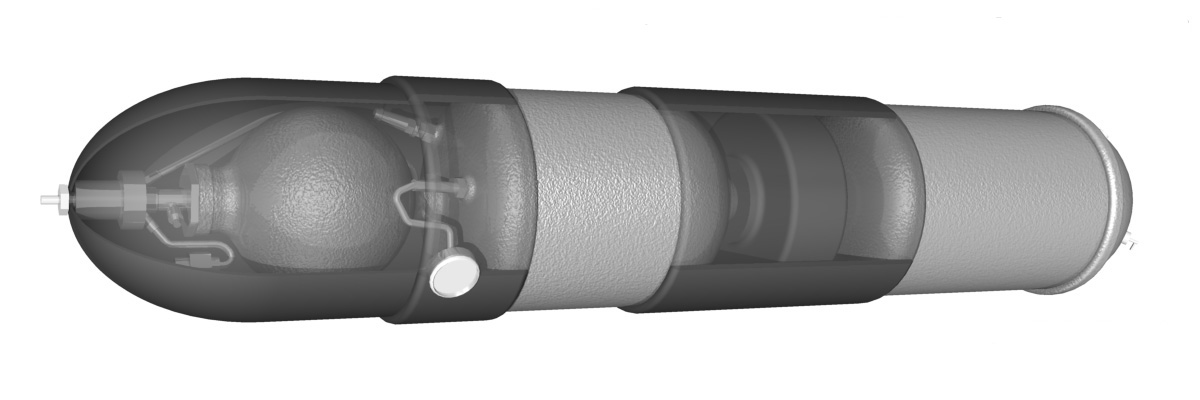
Fusée Aggregat 2

### 1935
- Hermann Oberth réussit à Mediaș à l'arsenal de l'armée roumaine, le premier lancement au monde d'une roquette à combustible liquide. Ce concept sera repris par les Allemands dans leurs tests avec des missiles et ils feront venir Oberth à Peenemünde pour travailler sur les missiles V2.
- Parution de l'ouvrage de Gueorgui Erikhovitch Langemak et Valentin Glouchko : Le missile, ses caractéristiques et son utilisation.

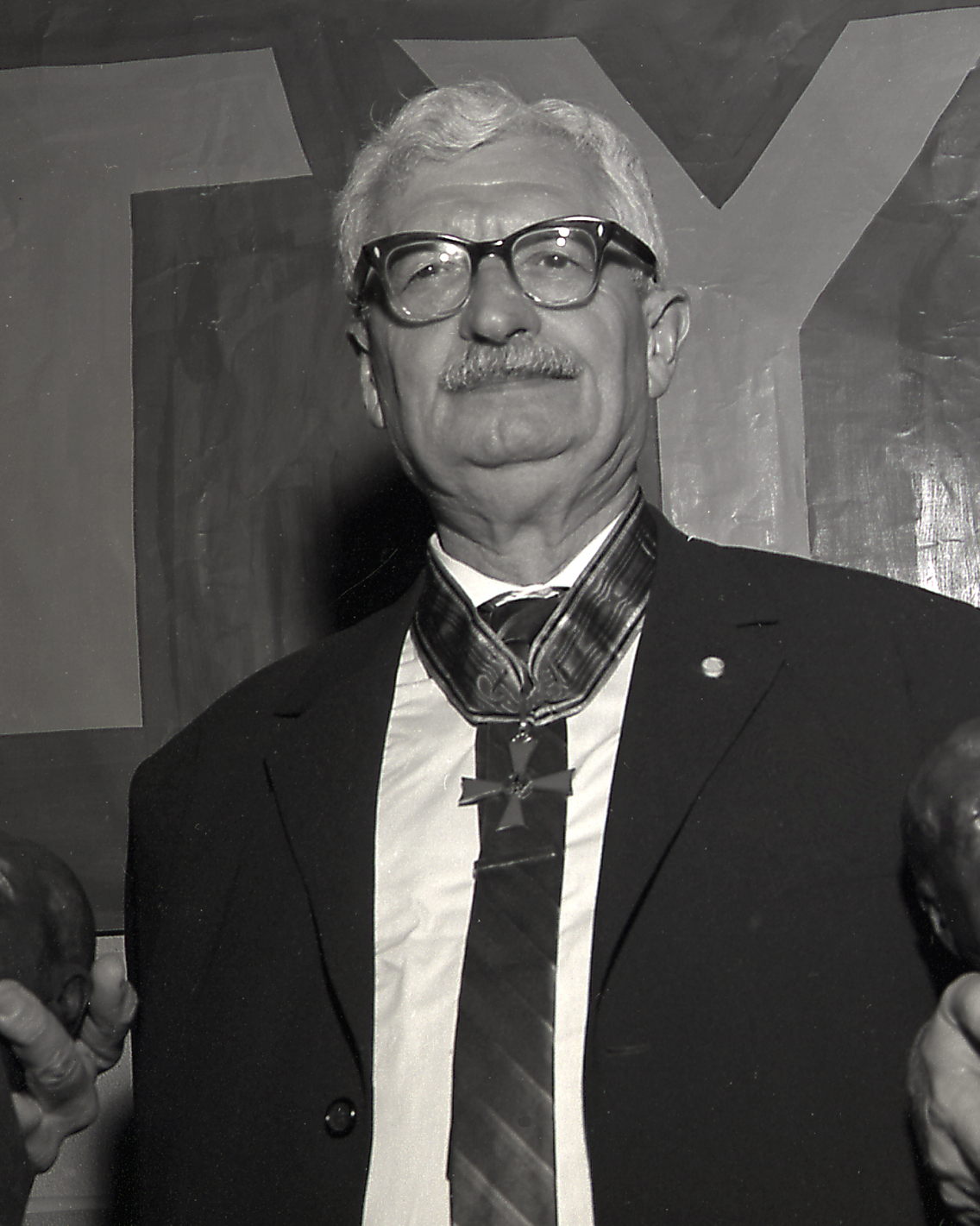
Hermann Oberth en 1961
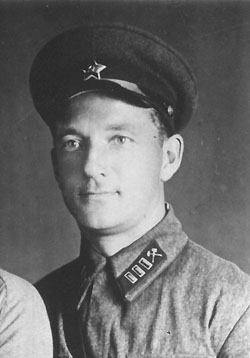
Gueorgui E. Langemak

### 1936
- Début des tests du RP-318, un planeur conçu par Korolev et propulsé par un moteur-fusée ORM-65 de 175 kg de poussée, développé par Glouchko. Celui-ci entame des tests au banc d'essais en novembre 1936[20], mis au point à l'Institut de recherche scientifique sur les moteurs à réaction (Reaktiwny Nautschno Issledowatjelski Institut ou RNII), dirigé par  Ivan Kleïmenov (Un cratère porte son nom sur la face cachée de la Lune), qui a succédé à Tikhomirov, avec comme adjoint Korolev.
- Création par les allemands de la base de Peenemünde, dans l'île d'Usedom. Entre 1936 et 1943, ce site militaire de recherche de l'armée allemande, était à la fois, un centre de fabrication et un site d'essais de missiles. Le coût des installations a été évalué à 300 millions de Marks (de l'époque)[21]

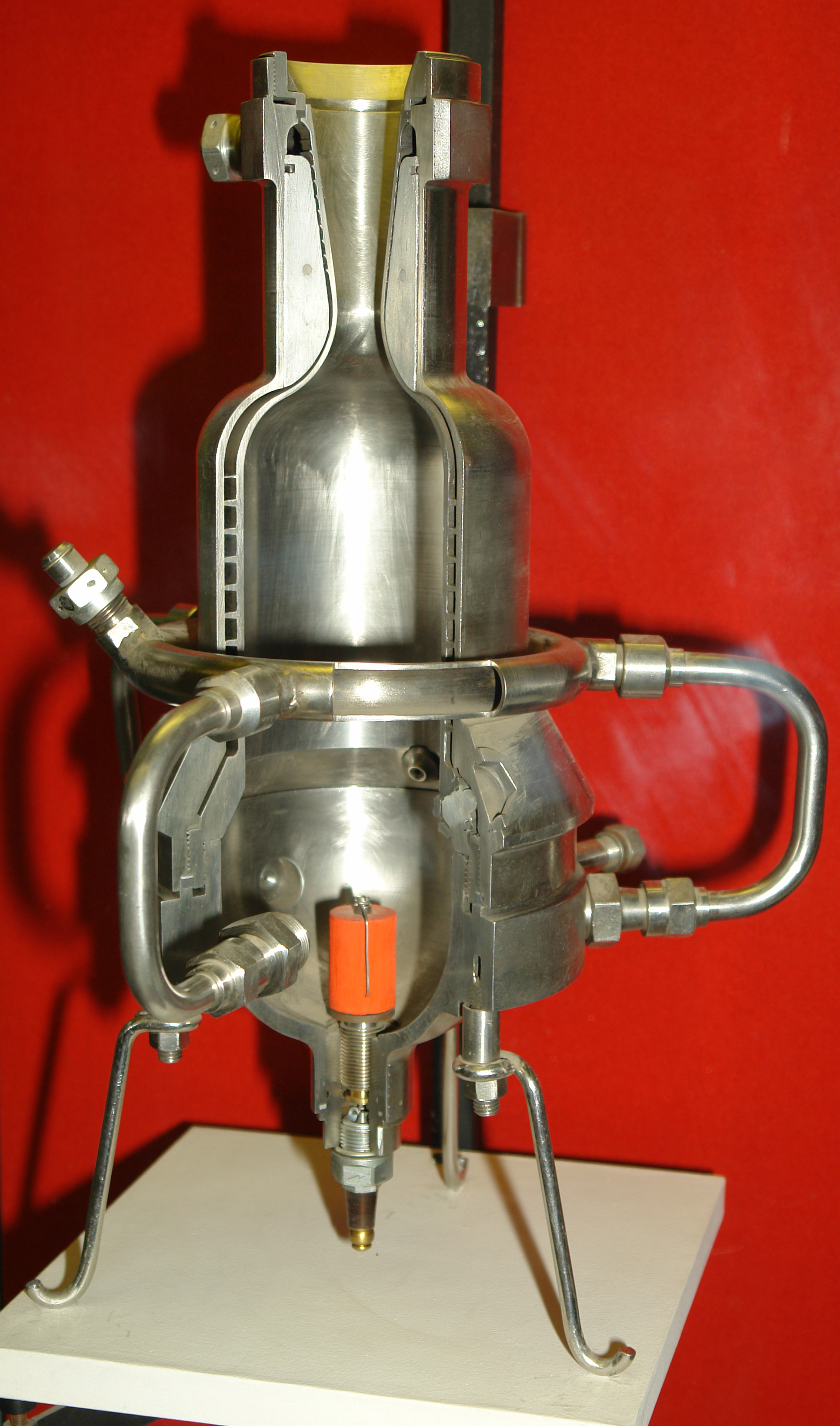
Le moteur-fusée ORM 65.
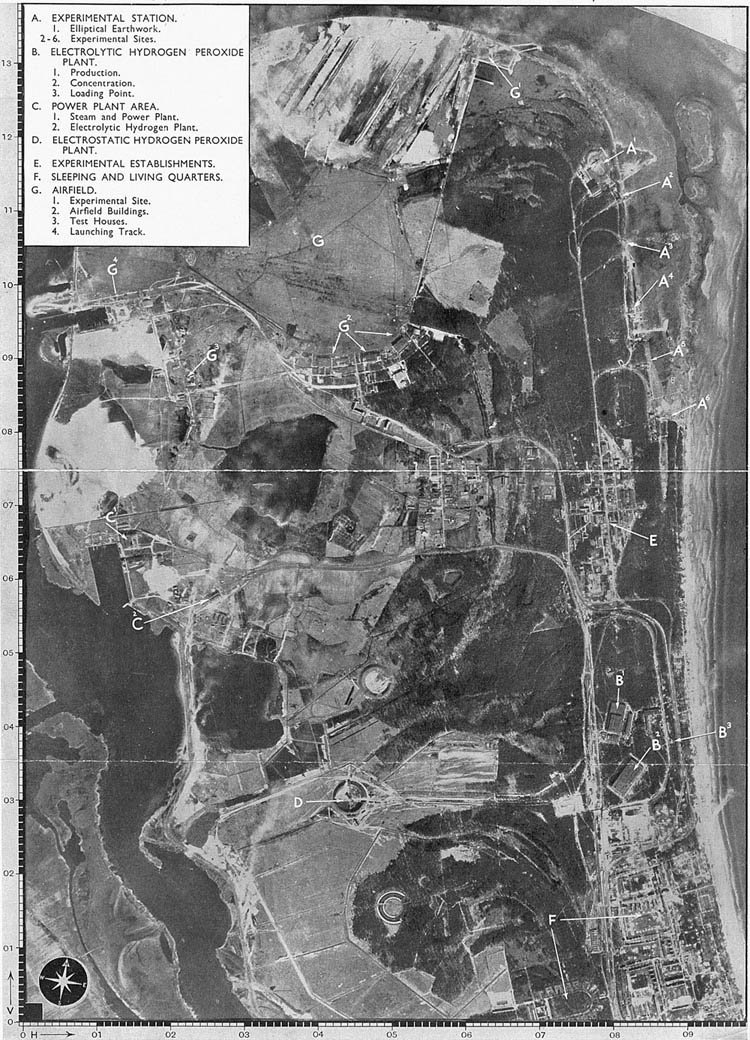
Base allemande de Peenemünde

### 1937
- 4 décembre : premier lancement d'une fusée A3 (Aggregat 3) à partir de Peenemünde[23]

### 1941
- Conception par Jean-Jacques Barré, de la EA-1941 première fusée à ergols liquides française[24].

### 1942
- Octobre : les allemands décident de la construction industrielle des V2[25].
- 3 octobre : après l'échec des deux premiers tirs des 13 juin et 16 août 1942, premier vol réussi d'un V2 (encore baptisé A 4 à cette période). En cette journée, alors que la situation devenait critique pour le programme, un 4e prototype modifié dans l'urgence[26] parcourut une distance de 192[27] km, effectuant une parabole dont l'apogée culminera à 85 km d'altitude[28]
- 24 décembre : premier lancement d’une bombe volante V1 sur la base de l’île de Peenemünde.

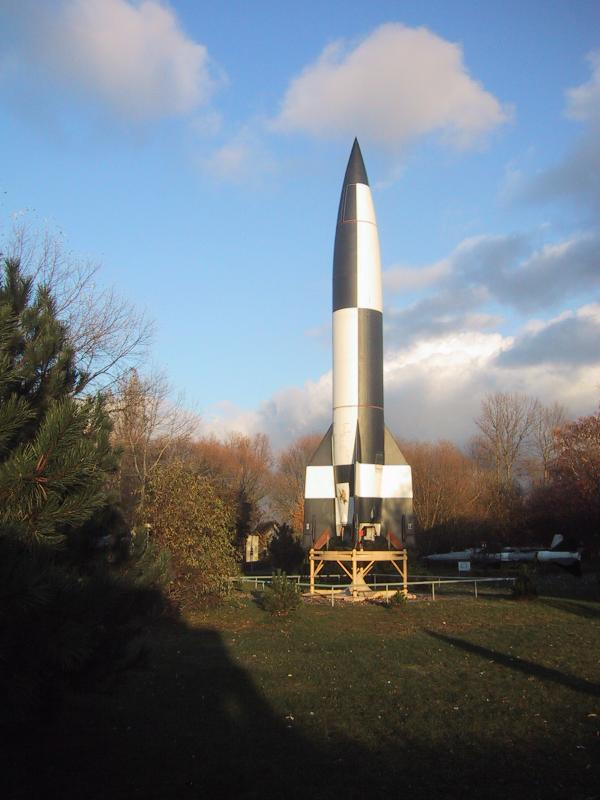
Réplique du premier prototype de V2 tiré avec succès en octobre 1942 photographiée en 2002 au musée de Peenemünde. Comme l'original, sur l'empennage du missile se trouve un dessin rendant « hommage de façon humoristique au film »[29] La Femme sur la Lune de Fritz Lang (1929). La peinture en damier noir et blanc permettait d'« analyser les mouvements de la fusée lors du dépouillement des films réalisés pendant le vol ».
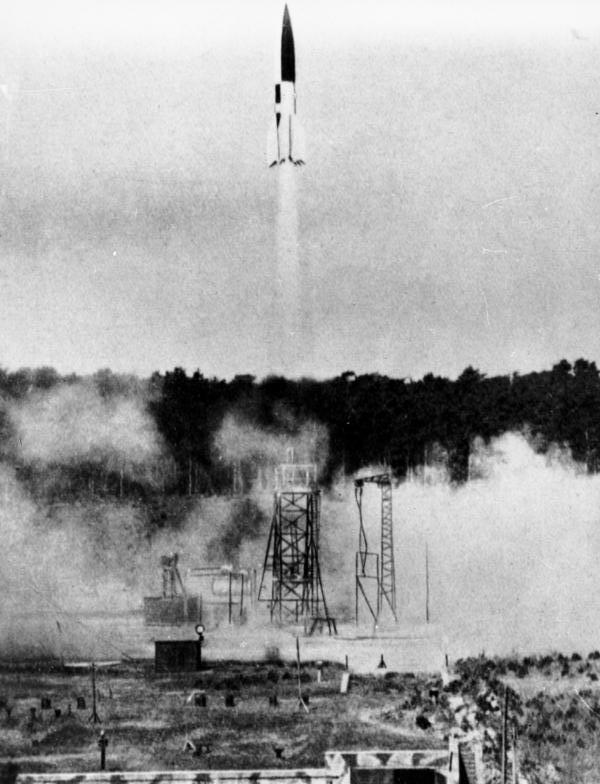
V2, quatre secondes après le décollage depuis le banc d'essai VII, été 1943.
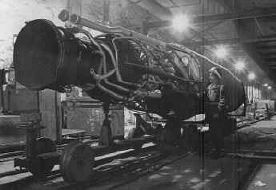
Chaîne  de montage du V2 dans le complexe Mittelwerk de Dora. Photo réalisée par l'armée américaine après la prise du complexe fin avril 1945. On distingue un policier militaire américain (MP) devant la fusée.

### 1943
- 17 au 18 août : bombardement par la RAF de la base allemande de Peenemünde[30].

### 1944
- Willy Ley publie : "Rockets - the Future of Travel Beyond the Stratosphere" (Les fusées - le futur des voyages au-delà de la stratosphère).
- 20 juin :  altitude maximale atteinte pendant la guerre par une V2 : 174,6 km[31].
- Août : récupération par les alliés d'une fusée V2 tombée en Suède sans avoir explosé[32].
- 16 août : première utilisation d'un intercepteur à moteur fusée, Messerschmitt Me 163, contre une formation de bombardiers B-17.
- 8 septembre : 
  - tir opérationnel du premier V2 depuis Gouvy en Belgique en direction de Paris. En 5 minutes, il atteignit Maisons-Alfort, en banlieue parisienne, où il fit six morts et 36 blessés[33] : « Paris venait d'avoir le redoutable privilège d'être la première cible d'un engin balistique militaire »[34].
  - Les premiers missiles V2 sont lancés sur Londres à une distance de 300 km, à une vitesse de 650 km/h. 46 % d’entre eux touchent leur cible.
- Octobre : les premiers essais de V3 sont réalisés près de Nuremberg. Cette arme aurait un rayon de destruction deux fois supérieur à celui des V1 et des V2.

### 1945
- Mstislav Keldych devient membre à part entière de l'Académie des Sciences et directeur du NII-1 (Institut de Recherche no 1) rattaché au Ministère de l'Industrie aérospatiale soviétique.

- 15 mars : lancement de la fusée française EA-1941[24].
- 27 mars : derniers tirs de missiles V2 sur l'Angleterre.
- 29 mai : fondation de la Société nationale d'étude et de construction de moteurs d'avions (SNECMA) à la suite de la nationalisation de Gnome et Rhône en avril.

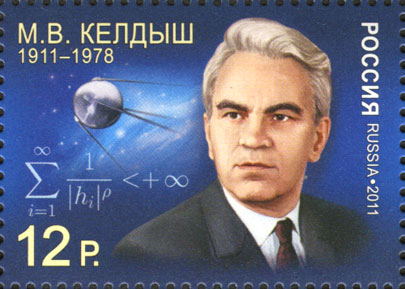
Mstislav Keldych

### 1946
- Aux États-Unis, des tirs d'essais de V2 furent réalisés depuis la base de lancement de White Sands au Nouveau-Mexique pour expédier des mouches dans l'espace afin de les exposer au rayonnement cosmique[35]
- Mikhaïl Klavdievitch Tikhonravov devint sous directeur du NII-4, où il dirigea une équipe de chercheurs qui firent des avancées importantes sur les fusées, les orbites des satellites, les trajectoires de rentrée dans l'atmosphère et la protection thermique. Son équipe mit au point Spoutnik 3, Luna 1, Luna 3, Luna 4, et les premières sondes pour Vénus et Mars.
- Création du programme de lanceur Viking (à l'origine nommé Neptune).
- 14 mars : décollage du premier « V2 » américain, sur lequel travaillait von Braun.
- 17 mai : création, en France, du Laboratoire de recherches balistiques et aérodynamiques (LRBA), à Vernon. Y sont affectés plus d'une centaine de spécialistes allemands (TAP : Techniciens Anciens de Peenemünde)dont certains viennent d'être libérés par les Britanniques, qui ont renoncé à poursuivre leurs investigations sur le V2.
- 9 décembre : premier vol propulsé sur la base de Muroc Dry Lake (Californie), du Bell X-1, premier avion-fusée américain, qui atteindra plus tard une vitesse de plus de 2 700 km/h.

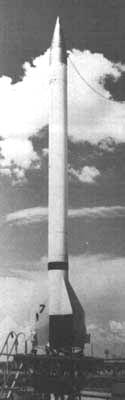
Lanceur Viking
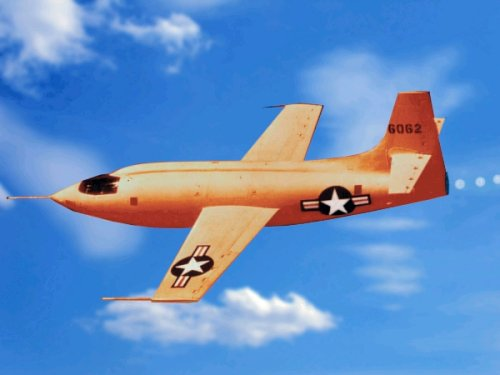
Le X-1 serial

### 1947
- 18 octobre : décollage du premier « V2 » soviétique sous la direction de Sergueï Korolev et Valentin Glouchko.

Médaille représentant Valentin Glouchko émise pour le centième anniversaire de sa naissance.

### 1948
- Dans son ouvrage Les armes secrètes allemandes, Albert Ducrocq évoque un projet allemand de satelloide artificiel, qui aurait été développé pendant la deuxième guerre mondiale à des fins militaires.
- 10 octobre :  lancement de la fusée R1, la première de Sergueï Pavlovitch Korolev.

### 1949
- Eugen Sänger fonde à Paris la Fédération astronautique .
- 15 mars : décision d'engager les études de la fusée française Véronique.
- 11 mai : le président Harry S. Truman signe le décret de création d'un établissement interarmées pour le lancement des fusées à longue portée situé à Cap Canaveral[36].

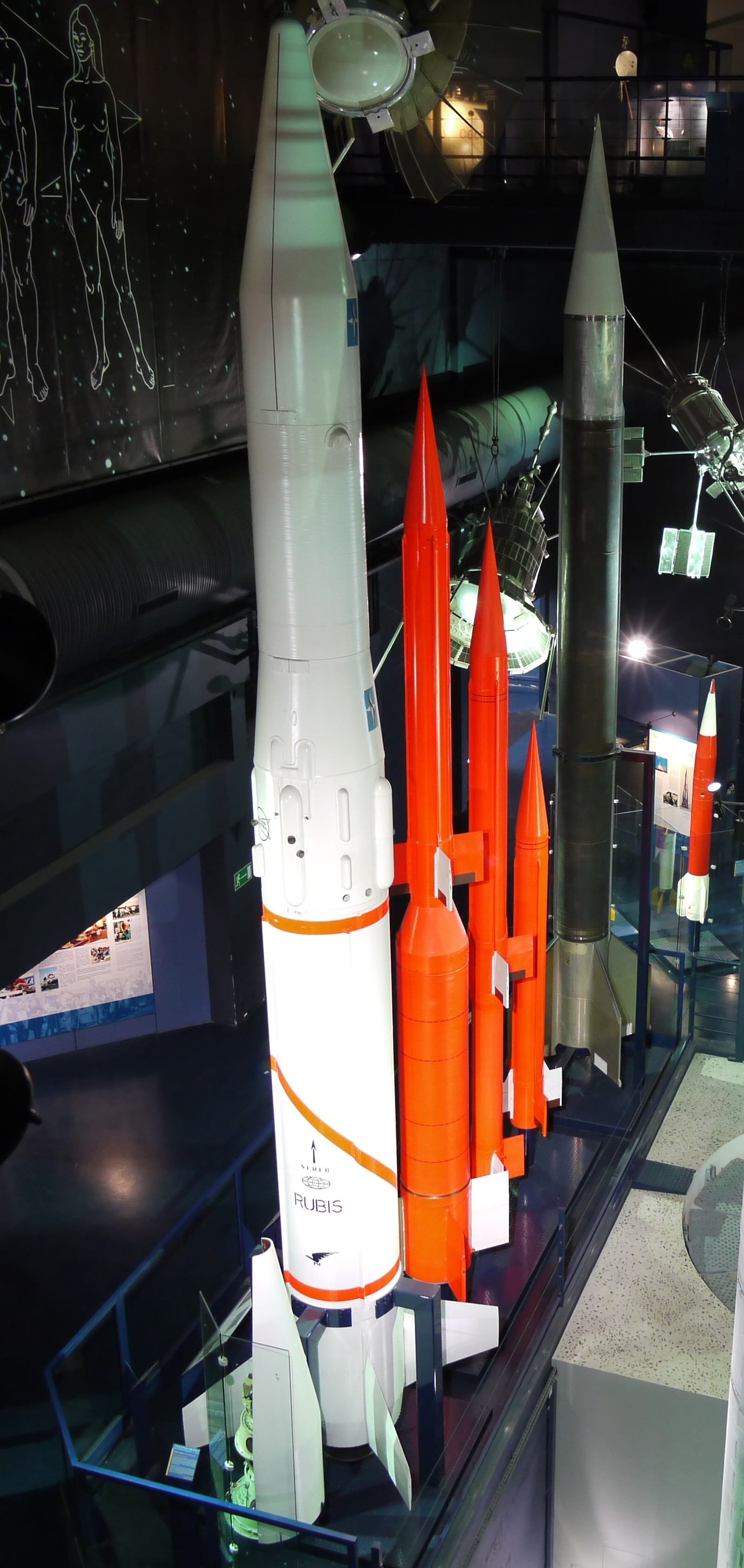
Fusées sondes Bélier, Centaure, Dragon et Veronique au musée de l'Air et de l'Espace (au premier plan, une fusée Rubis).

### 1950
- 30 mars : début de la prépublication dans le journal Tintin de Objectif Lune, l’album est paru en 1953; et d'On a marché sur la Lune, l’album est paru en 1954.
- Mai, Cap Canaveral : début des travaux de construction d'une route d'accès et de 4 sites de lancement (les aires de lancement 1 à 4) ainsi que des installations pour manutentionner les fusées et abriter les instruments de mesure.
- Juillet : les deux  premiers lancements de V2 depuis Cap Canaveral faits avec des « Bumper », composés d'un V2 modifié surmonté d'une fusée WAC Corporal. Les fusées Bumper servaient pour des tests technologiques et pour l'étude de la haute atmosphère.

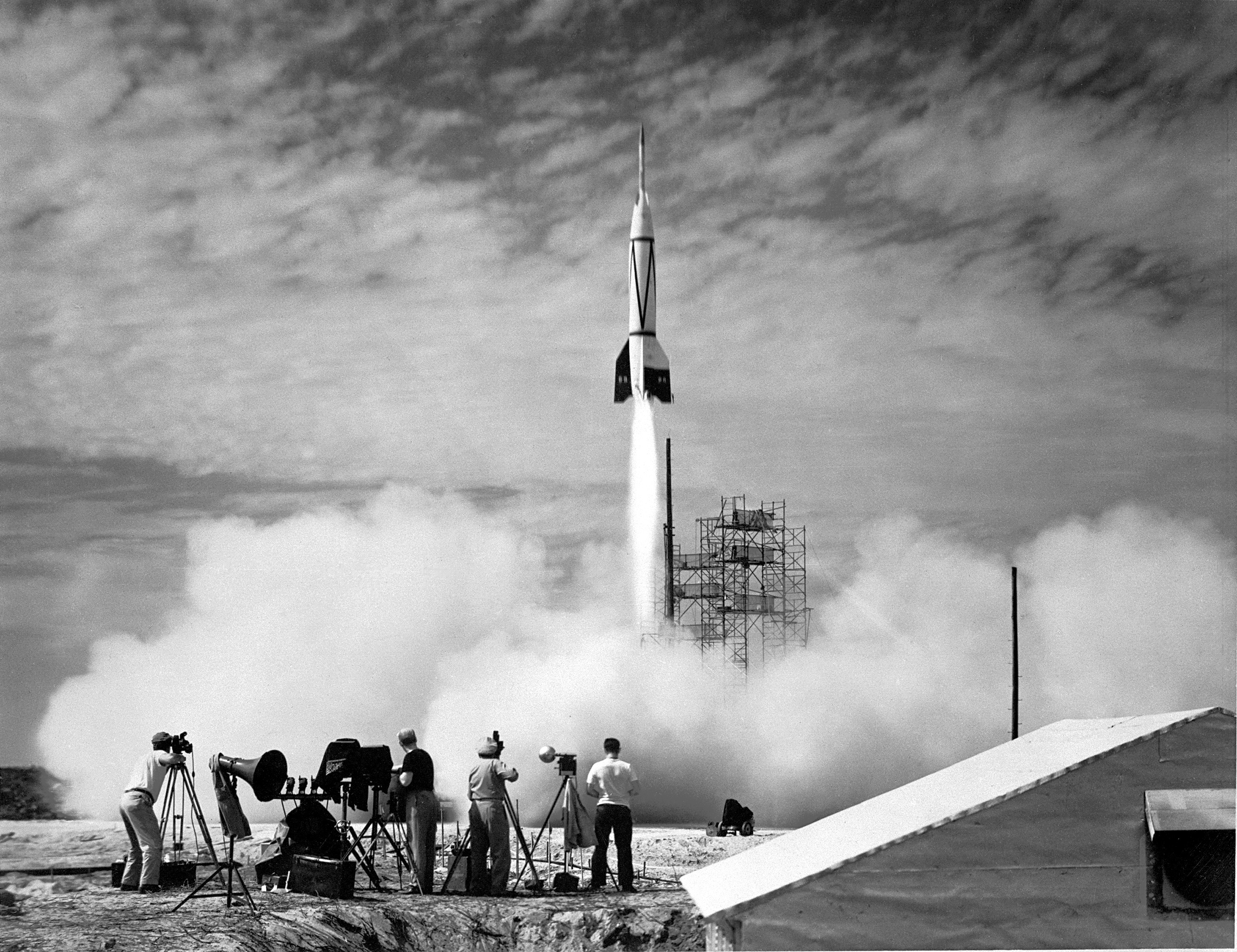
Lancement d'une fusée « Bumper » à Cap Canaveral le 24 juillet 1950

### 1951
- Willy Ley publie  Rockets, Missiles and Space Travel, à New York, aux éditions The Viking Press - édition révisée en 1958.
- Eugen Sänger  devient le premier président de la fédération internationale d'astronautique.

- 18 avril : la première fusée de recherche Aerobee (avec un singe) est lancée avec succès.
- 30 juin : les États-Unis achèvent leur programme d’expérimentation des V2. 67 fusées de ce type ont été lancées depuis le 16 avril 1946.
- 7 août : une fusée sonde de haute altitude de type Viking, développée par le Naval Research Laboratory et lancée depuis le White Sands Proving Grounds, N.M., atteint une altitude de 135,3 miles (217,7 km) et une vitesse maximale de 6 600 km/h.
- 20 septembre : pour la première fois, des animaux (un singe et 11 souris) reviennent vivants d’un voyage dans l’espace (fusée Aerobee) à environ 71 km d’altitude.

### 1952
- Début des activités de recherche de l'Institut suédois de physique spatiale à Upsala sous la forme d'une station de recherche rattachée au centre de recherche de la défense suédoise[37].

- 25 février : premier lancement d’une fusée Nike 1.
- 22 mai : deux singes et deux souris, passagers d’une fusée Aerobee, reviennent au sol sans dommage apparent, après une ascension à une altitude de 61 km.
- 26 juillet : une fusée Aerobee élève à 60 000 m deux singes et deux souris. Les animaux sont récupérés.
- 30 septembre : premier lancement de la fusée Bell Rascal XGAM-63.
- Novembre : deux lancements de la fusée française EOLE sont réalisés à Hammaguir localité de la commune algérienne d'Abadla dans la wilaya de Béchar, avec une fusée allégée (le plein d'ergols n'a pas été fait) mais les deux tentatives se soldent par des échecs à la suite de la destruction des empennages au moment du franchissement du mur du son.
- 26 novembre : premier lancement d’une fusée Northrop B-62 Snark.
- Décembre : le projet français EOLE est arrêté, mettant fin pour un certain temps à l'utilisation par l'astronautique française des ergols cryogéniques.

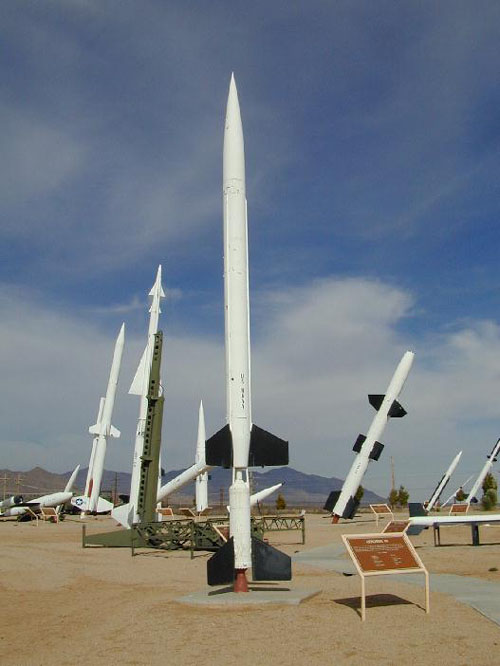
Aerobee Hi Missile au White Sands Missile Range Museum.
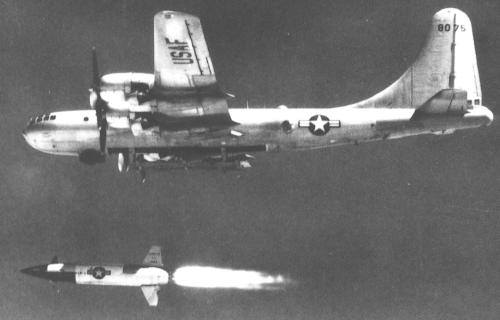
GAM-63 lancé depuis un B-50.

### 1953
- Publication de  Conquest of the Moon de Wernher von Braun, Fred Lawrence Whipple, Willy Ley (ill. Chesley Bonestell, Fred Freeman, Rolf Klep), à New York, aux éditions The Viking Press.
- Premier tir d'un missile PGM-11 Redstone. Sa conception remonte à 1948 et a été réalisée pour l'essentiel à l’Army Ballistic Missile Agency par l'équipe d'ingénieurs allemands dirigée par Wernher von Braun qui était à l'origine du V2 et qui avait été ramenée aux États-Unis après la défaite de 1945. Le premier étage des fusées Saturn I et Saturn IB était constitué d'un réservoir de fusée Jupiter entouré de huit réservoirs de fusée Redstone.
- Korolev, conçoit la fusée Semiorka en vue de projeter la bombe nucléaire soviétique.
- 30 décembre : fin de la prépublication dans le journal Tintin de Objectif Lune, l’album est paru en 1953; et d'On a marché sur la Lune, l’album est paru en 1954..

De gauche à droite : le missile R-7 Semiorka original, le lanceur Spoutnik, Vostok, Voskhod et Soyouz.
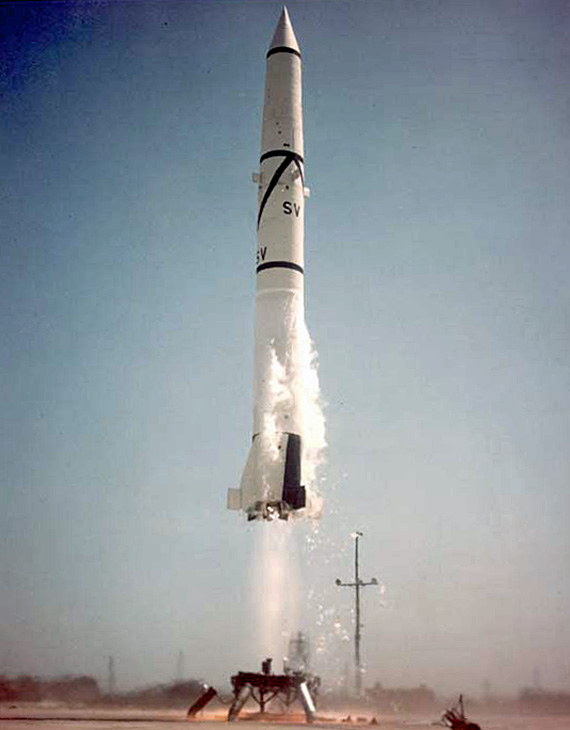
Missile Redstone no CC-56 tiré depuis la Base de lancement de Cap Canaveral le 17 septembre 1958.

### 1954
- Korolev adresse au comité central du parti communiste une lettre officielle demandant l'engagement des études en vue de mettre un satellite en orbite terrestre.
- Élaboration du projet américain Orbiter en vue de mettre en orbite une charge utile de petite taille avec le lanceur Jupiter-C (aussi dénommée Juno).

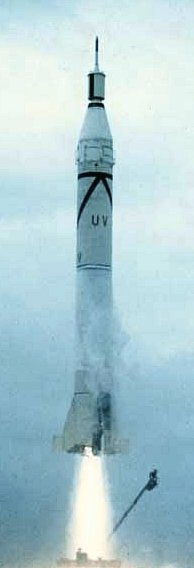
Une fusée Juno (Jupiter-C).

### 1955
- L'Armée de l'Air américaine démarre en 1955 le programme 117L destiné à mettre au point un satellite de reconnaissance photo.
- Léonid Sedov annonce l’intention de l’Union soviétique de lancer un satellite artificiel dans le cadre de l’Année géophysique internationale de 1957. Il est président de la Fédération internationale d'astronautique de 1955 à 1959[38].
- 31 mai : l'URSS entreprend la construction d'un centre de lancement de fusées à Baïkonour.
- 5 juillet : création du programme Vanguard de lancement de satellites scientifiques par le Naval Research Laboratory.

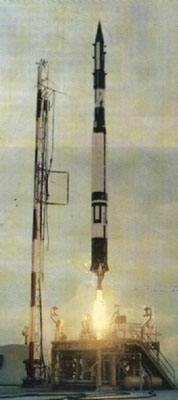
Lanceur Vanguard.

### 1956
- Les États-Unis et l'URSS annoncent, chacun de leur côté, qu'ils lanceront un satellite artificiel dans le cadre des travaux scientifiques prévus pour l'Année géophysique internationale (juillet 1957 — décembre 1958)[39].
- Création du Cosmodrome de Baïkonour au centre du Kazakhstan, à proximité de la ville de Baïkonour.
- Wernher von Braun est nommé directeur des recherches de l'Agence pour les missiles balistiques de l'Armée de terre américaine. Il assure la mise au point des missiles Pershing et Jupiter.
- Le projet d'utiliser le missile R-7 Semiorka comme lanceur spatial débute après que Sergueï Korolev ait expliqué la possibilité d'envoyer un laboratoire orbital appelé Objet D au premier secrétaire du parti communiste de l'URSS, Nikita Khrouchtchev en janvier 1956[40]. Ce projet trop ambitieux prit du retard, et le développement d'un engin de petite taille fut décidé un an après.
- 8 décembre : tir réussi de Vanguard TV0 (vol suborbital, pas de satellite).

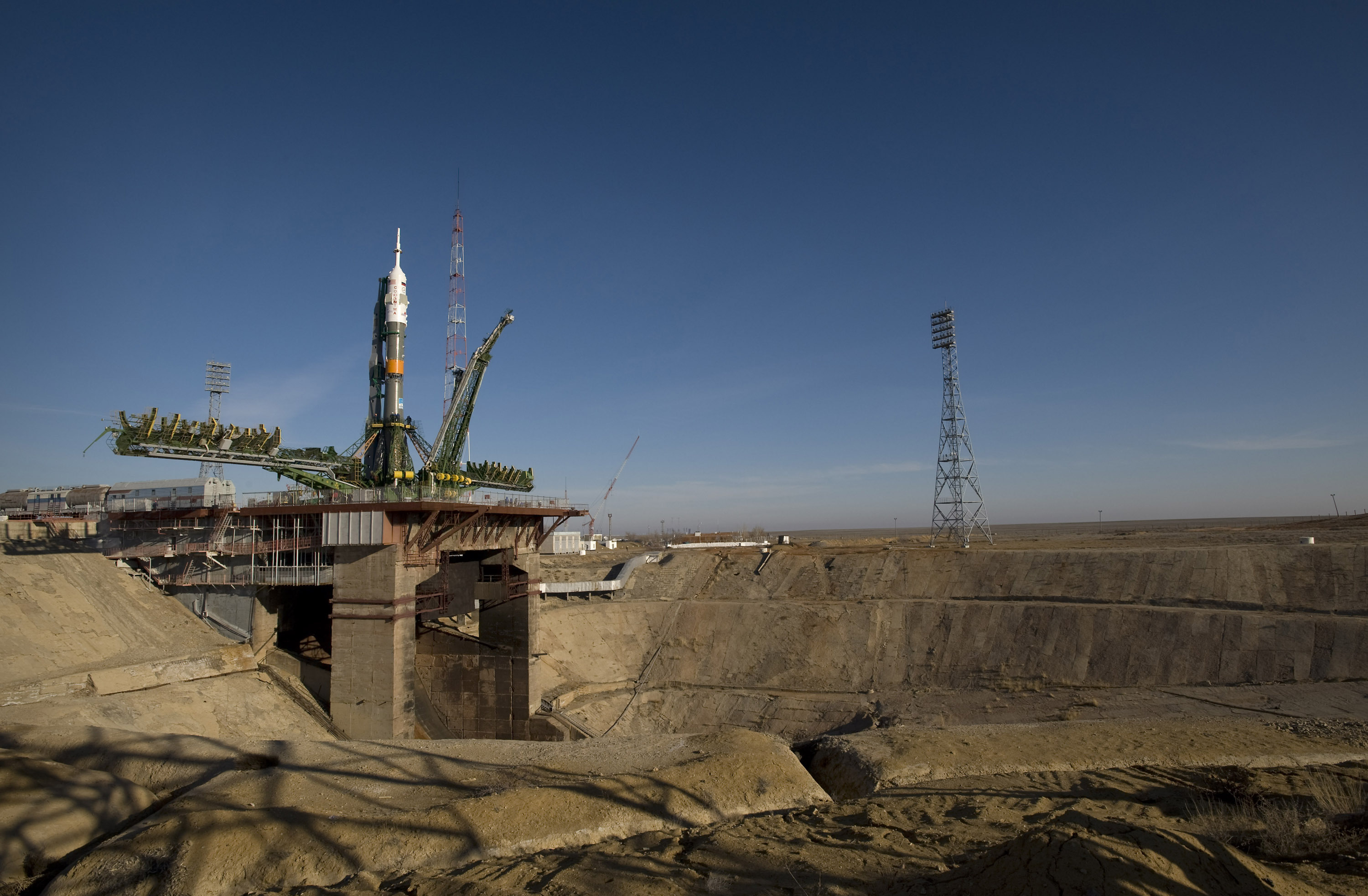
Le premier pas de tir édifié pour lancer le missile R7 est toujours utilisé pour les vols habités.
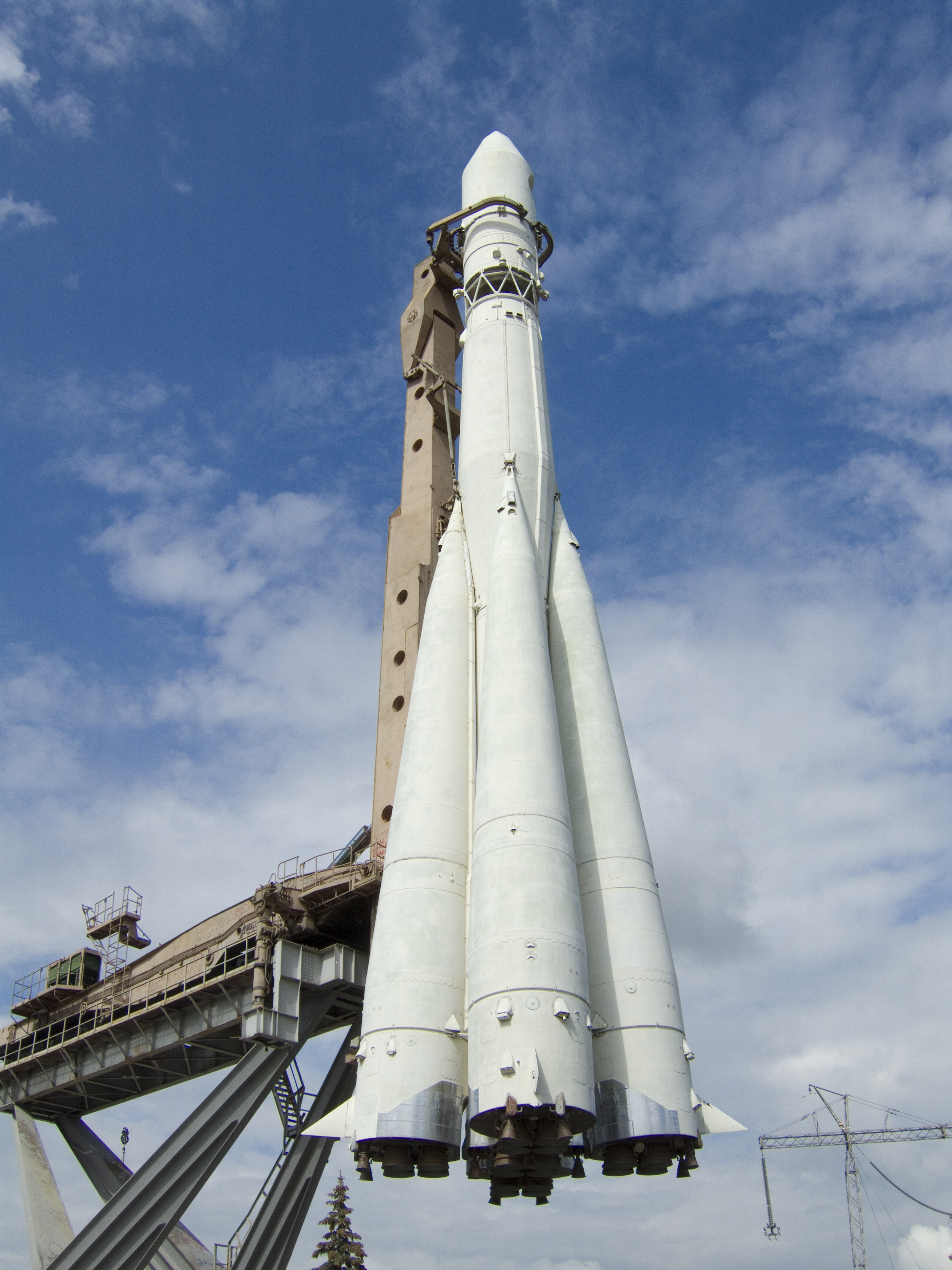
R7 (modèle Vostok) au Centre panrusse des expositions.

#### Personnalités
- Walter Dornberger
- Rudolf Nebel
- Klaus Riedel